# Pak Kret
Pak Kret (Thai: ปากเกร็ด) is een stad in de provincie Nonthaburi in centraal Thailand. Het ligt op de oostelijke oever van de Menam. Het ligt ten westen van Bangkok, ten noorden van Amphoe Mueang Nonthaburi en ten zuiden van de provincie Pathum Thani. De stad is onderdeel van de Metropoolregio Bangkok.

## Geschiedenis
Het gebied rond Pak Kret is al tenminste bewoond sinds de 18e eeuw, tijdens het Koninkrijk Ayutthaya. Rond 1721-1722 werd een bocht van de Menam ten westen van Pak Kret omzeild door een kanaal te graven. De nederzettingen op de oever van dit kanaal groeiden uit tot de huidige stad. Vele Mon-gemeenschappen vestigden zich in dit gebied tijdens de Ayutthaya en Rattanakosin periodes.
Op 31 augustus 1955 werd Pak Kret een sukhaphiban, een administratief district. Op 1 januari 1992 werd het een subdistrict (thesaban tambon), om op 20 april 2000 tot stad te worden verheven. Naarmate Bangkok aan het eind van de 20e eeuw snel groeide, deed Pak Kret dat ook. De rijstvelden en boomgaarden werden omgevormd tot woonwijken.